# Мнджоян Арменак Левонович
Арменак Левонович Мнджоян (вірм. Արմենակ Լևոնի Մնջոյան; 1904-1970) — вірменський радянський хімік-органік. 
Академік АН Вірменської РСР, доктор хімічних наук, професор (1944). Герой Соціалістичної Праці (1969). Заслужений діяч науки Вірменської РСР (1961).

## Біографія
Народився 23 листопада 1904, Сарикамиш, Зах. Вірменія. У 1928 закінчив Московський хіміко-фармацевтичний інститут. У 1933 році — закінчив Єреванський медичний інститут. У роки Другої світової війни організував лабораторію, яка займалася створенням і впровадженням у виробництво медикаментів військово-санітарного призначення. У 1928-1938 роках — завідувач хіміко-фармацевтичний лабораторією Наркомздоров'я Вірменської РСР. У1942-1949 — директор спеціальної лабораторії Минмедпрому СРСР та МОЗ Вірменської РСР
Завідувач кафедри хімії
- 1937-1951 — Єреванського державного університету
- 1937-1946 — Єреванського медичного інституту

1945-1949 — директор Хімічного інституту АН Вірменської РСР.
1949-1955 — директор Лабораторії фармацевтичної хімії.
1955-1970 — директор Інституту тонкої органічної хімії АН Вірменської РСР.
1953-1960 — віце-президент АН Вірменської РСР.
1964-1967 — академік-секретар Відділення хімічних наук АН Вірменської РСР.
1953-1967 — член Президії АН Вірменської РСР.
1957-1962 — відповідальний редактор журналу «Известия АН Армянской ССР. Серия хим. наук».
Помер 20 лютого 1970 р. у Єревані.

## Твори
- Дослідження в області синтезу нових анестезуючих засобів. [Повід. 1 — 4], «Журнал загальної хімії», 1946, т. 16, вип. 4-5, 7
- Дослідження в області похідних заміщених оцтових кислот. Повідом. 1-9, «Доповіді [АН Вірменської РСР]», 1955, т. 20, № 1 — 5; т. 21, № 1. 3. 5; 1957, т. 25, № 1 (сп. з ін.)
- Синтез Сукцинилхоліну і деяких його аналогів. Доповідь... (Єреван. 14 червня 1957), Єреван 1957 (сп. з О. Л. Мнджонн)

Основні дослідження присвячені проблемі залежності біологічної активності органічних речовин від їх будови. Здійснив численні синтези органічних речовин різних класів і досліджував залежність їх біологічної дії (анестетичних, курареподобного, спазмолітичний та ін.) від хімічної будови. Досліджував рослинну сировину  Вірменської РСР. Творець наукової школи хіміків-органіків.
Автор цілого ряду лікарських препаратів, що знайшли всесоюзну і світове визнання: сукцинилхолін, ганглерон, субехолін, арфенал, месфенал та ін.

## Досягнення
- член-кореспондент Академії наук Вірменської РСР (1950)
- дійсний член Академії наук Вірменської РСР (1953)
- доктор хімічних наук
- професор (1944)
- заслужений діяч науки Вірменської РСР (1961)

## Нагороди
- Герой Соціалістичної Праці (13.03.1969)[3]
- Орден Леніна (4.01.1955, 27.04.1967, 13.03.1969)
- Орден Трудового Червоного Прапора (24.11.1945)
- Орден Червоної Зірки[4]

## Різне
З 1971 року ім'я Арменака Левоновича Мнджояна носить Інститут тонкої органічної хімії АН Вірменської РСР.